# Афшариды
Афшариды (перс. سلسله افشار‎) — иранская династия туркоманского происхождения из Хорасана, правившая Персией с 1736 по 1750 год. Династия Афшаридов просуществовала до 1796 года, но её представители правили лишь Хорасаном.
Основатель династии — Надир-шах, выходец из одного из 12 кызылбашских тюркских племен- племени афшаров, который в 1736 году сверг последнего представителя династии Сефевидов и провозгласил себя шахом Ирана.
Надир-шах объявил государственной религией суннизм вместо шиизма. Он начал войну против Афганистана и занял Кандагар. В царствование Надир-шаха Иран возродил своё былое могущество. После его смерти большая часть территории империи была разделена между представителями династий Зенд и Дуррани, тогда как Афшаридам досталось лишь небольшое государство в Хорасане. Конец династии Афшаридов наступил, когда в 1796 году их свергнул Мохаммад Хан Каджар.
Огузское племя афшар, к которому принадлежал Надир-шах, пришло в Азербайджан из Туркестана в XIII веке. В начале XVII века персидский шах Аббас Великий переселил многих афшаров из Азербайджана в Хорасан для защиты северо-восточных границ своего государства от узбеков. Надир принадлежал к ветви афшаров кирклу (гырхлы).

## Основание династии

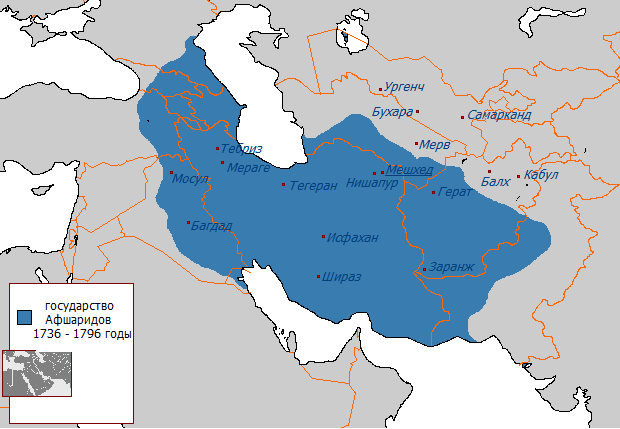
Владения Афшаридов

Надир Кули, будущий шах Ирана и основатель династии, родился в скромной полукочевой семье. Его путь к власти начался, когда в 1722 году шах гильзаев Махмуд сверг слабого шаха сефевидов Солтан Хосейна. В то время османские и русские войска захватили персидские земли. Надир объединил свои силы с Хусейном, сыном султана Тахмаспа II, и возглавил сопротивление против пуштунов-гильзаев, изгнав их лидера Ашраф Хана из столицы в 1729 году и водворил Тахмаспа на трон. Надир боролся за возвращение земель, уступленных туркам, и за восстановление персидского контроля над Афганистаном. Пока он сражался на востоке с гильзаями, Тахмасп позволил османам вернуть территории на западе, из-за чего Надир сверг Тахмаспа в пользу своего маленького сына Аббаса III в 1732 году. Четыре года спустя, после того как было отбито большинство потерянных персидских земель, Надир был достаточно уверен, чтобы провозгласить себя шахом, что он и сделал. Церемония прошла в Муганской долине на северо-западе Ирана.
Надир-шах также хотел стать основным конкурентом султана за господство в мусульманском мире, что было бы невозможно, пока он оставался ортодоксальным шиитом.
Вскоре после этого Надир повел войну против афганцев и захватил Кандагар.

## Поход на Индию

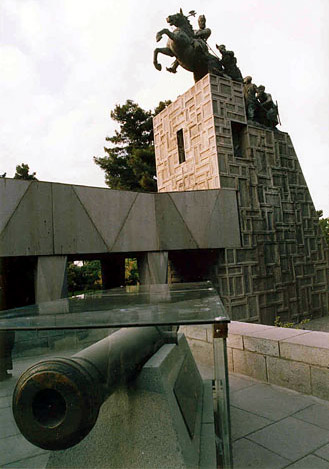
Могила Надир-шаха в Мешхеде.

Овладев Кабулом, Надир-шах послал письмо в Дели к великому моголу, Мухаммед-шаху, с просьбой не принимать в Индию афганских изгнанников. Просьба не была уважена; Надир вступил в Индию (1738) и, быстро покорив всех на своем пути, разбил всё войско великого могола близ Дели (у Карпала).
8 марта 1739 г. Надир-шах вошёл в Дели; через три дня там произошло восстание, и Надир-шах, ожесточившись, велел солдатам вырезать всех жителей, а город сжечь. В результате было убито 30000 жителей. Через несколько дней была отпразднована свадьба сына Надир-шаха с дочерью великого могола.
В ходе этой кампании Надир-шах захватил огромное количество богатств, в том числе легендарный Павлиний трон и легендарный алмаз «Кохинур».

## Массовые восстания
По возвращении из Индии Надир-шах простил жителям Персии налоги на будущие три года, однако, поссорился со своим старшим сыном Резой Кули Мирзой, который правил Персией во время отсутствия своего отца. Поверив слухам, что Надир-шах погиб, он готовился захватить трон, и казнил находящихся в его плену представителей династии Сефевидов, Тахмаспа и его сына Аббаса. Надир-шах был недоволен поведением сына и унизил его, сняв с должности наместника.
Горцы, воспользовавшись отсутствием Надира в 1738 году подняли восстание. Для подавление повстанцев был выслан молодой полководец, младший брат Надира — Ибрагим Хан. В ходе ожесточённых боёв, Ибрагим Хан был убит. Шахские войска вынуждены были отступить. Восставшие взяли под свой контроль караванные пути в Ширване.
Зимой 1740 года Надир-шах предпринял поход в Дагестан против горских народов. Поход оказался очень неудачным. Вдобавок, ещё в Мазендеране, самого Надир-шаха едва не поразил подосланный убийца (1741). Когда произошло покушение, Надир-шах обвинил в этом сына Резу и в 1742 году того ослепили, чтобы он не претендовал на трон.
Усмирив восстание в новоприобретённой провинции Синд, он отправился в Бухарское ханство (1740). Бухарский хан Абулфейз-хан уступил Надир-шаху земли до Аму-Дарьи и выдал свою дочь за его племянника; множество татар завербовалось в войско Надир-шаха.
Постепенно Надир-шах становится все более деспотичным, его подданным становилось все тяжелее платить налоги на его военные кампании, его здоровье ухудшалось. Жестокость Надира и чрезмерные требования налогов вызвали много восстаний. В 1747 году, когда он направлялся на подавление одного из них, 19 июня 1747 года Надир-шах был убит в своей палатке в Муганской степи двумя собственными офицерами. Иран вскоре погрузился в гражданскую войну.

## Гражданская война и падение Афшаридов
После смерти Надир-шаха, его племянник Али Кули (который мог быть причастен к убийству Надир-шаха) захватил трон и провозгласил себя Адил Шахом («Справедливый Шах»). Он приказал казнить всех сыновей и внуков Надир-шаха, за исключением 13-летнего Шахроха, сына Резы Кули. Тем временем, бывший казначей Надира, Ахмад-шах Абдали, объявил свою независимость, основав империю Дуррани в Хорасане. В результате, восточные территории были потеряны, и в последующие десятилетия стали частью Афганистана, государства-преемника империи Дуррани.
Адиль сделал ошибку, отправив своего брата Ибрахима для защиты столицы Исфахана. Ибрахим решил сам стать правителем, победил Адиля в бою, ослепил его и занял трон. Адиль царствовал менее года. Тем временем группа армейских офицеров освободила Шахроха из тюрьмы в Мешхеде и провозгласила его шахом в октябре 1748 года. Ибрахим был побежден и умер в неволе в 1750 году. Адиль был также предан смерти по просьбе вдовы Надир-шаха. Шахрох был на короткое время свергнут в пользу другого марионеточного правителя Сулеймана II, но, хотя и ослеплённый, Шахрох был восстановлен на престоле своими сторонниками. Он царствовал в Мешхеде, однако, с 1750-х территория его была, в основном, ограничена Хорасаном. В 1796 году Мухаммед хан Каджар, основатель династии Каджаров, захватил Мешхед и пытал Шахроха, чтобы заставить его выдать местонахождение сокровищ Надир-шаха. Шахрох вскоре от полученных ранений скончался и с его смертью династия Афшаридов подошла к концу.

## Правители династии Афшаридов
| Номер | Шах                | Изображение | Начало правления    | Конец правления     | Время правления | Печать | Чеканка монет |  |
| ----- | ------------------ | ----------- | ------------------- | ------------------- | --------------- | ------ | ------------- |  |
|       |                    |             |                     |                     |                 |        |               |  |
| 1     | Надир-шах          |             | 8 марта 1736 года   | 20 июня 1747 года   | 11 лет, 104 дня |        |               |  |
| 2     | Али Адил-шах       |             | 6 июля 1747 года    | 1 октября 1748 года | 1 год, 87 дней  | —      |               |  |
| 3     | Шахрох-шах         |             | 1 октября 1748 года | январь 1750 года    | 1 год, 92 дня   | —      |               |  |
| 4     | Солтан Ибрахим-шах | —           | 8 декабря 1748 года | 1749 год            | 1 год           | —      |               |  |

## Известные представители
- Надир-шах р.1688, сын Имам Кули-бега, вакил од-Даула ва наиб ас-Салтанэ Ирана 1732—1736, шахиншах Ирана 1736—1747
- Реза Кули-мирза р.1719, сын Надир-шаха, вакил од-Даула ва наиб ас-Салтанэ Ирана 1738—1740
- Насрулла-мирза р.1724, сын Надир-шаха, вакил од-Даула ва наиб ас-Салтанэ Ирана 1740—1747
- Али Адил-шах р.1719, сын Мохаммад Ибрахим-хана, сына Имам Кули-бега, шахиншах Ирана 1747—1748
- Солтан Ибрахим-шах р.1724, сын Мохаммад Ибрахим-хана, сына Имам Кули-бега, шахиншах Ирана 1748—1749
- Шахрох-шах р.1732, сын Реза Кули-мирзы, шаханшах Ирана 1749—1795, ум.1796